# Leptobotia tchangi
Leptobotia tchangi és una espècie de peix de la família dels cobítids i de l'ordre dels cipriniformes.
És un peix d'aigua dolça, demersal i de clima temperat, el qual viu a Àsia: la Xina (Fujian, Hubei, Hunan, Jiangxi i Zhejiang).
Les seues principals amenaces són la pesca, la contaminació de l'aigua i el creixement de la població humana.
És inofensiu per als humans.